# شعبان طاووسی
شعبان رجب طاووسی (۱۳۱۲، قزوین – ۱ آبان ۱۳۷۱، تهران) که با نام مستعار استاد کابوک شناخته می‌شد، هیپنوتیزم درمانگر، نویسنده و مترجم ایرانی و از پیشگامان آموزش علمی هیپنوتیزم در ایران بود. وی عضو سابق انجمن هیپنوتیزم بالینی آمریکا و از شاگردان هاری آرونز بود.

## زندگی‌نامه
استاد کابوک در سال ۱۳۱۲ در شهر قزوین به دنیا آمد. در دوران کودکی و نوجوانی با سختی‌های فراوان مواجه شد و در سن ۱۴ سالگی مسئولیت نگهداری خانواده را بر عهده گرفت. در سال ۱۳۳۳ وارد دانشگاه تهران شد و در سال ۱۳۳۷ مدرک لیسانس حقوق گرفت. او سپس به ادامه تحصیل در رشته هیپنوتیزم پرداخت و گواهینامه‌های روانشناسی هیپنوتیزم و یوگا را از آمریکا دریافت کرد.
وی مرکز آموزش هیپنوتیزم و علوم روحی را در ایران تأسیس کرد و با برگزاری دوره‌های تخصصی، بیش از ۲۵ هزار نفر را آموزش داد. لقب «پدر علم هیپنوتیزم ایران» به دلیل فعالیت‌های علمی و آموزشی ایشان به او داده شد.
کابوک دو همسر داشت: فروغ (سه دختر: لنا، اورانوس، پرستو) و شهناز (سه پسر: امید، عرفان و عارف).

## آثار
- خودهیپنوتیزم
- روانشناسی هیپنوتیزم
- آیین درس خواندن
- تقویت حافظه با هیپنوتیزم یا کنکور با هیپنوتیزم
- هیپنوتیزم و چار
- مدیکال هیپنوتیزم برای پزشکان
- دنیای دوم هیپنوتیزم
- برگ زرین خاطرات کابوک
- خاطرات هیپنوتیزم در فرانسه
- خاطرات هیپنوتیزم در زندان اوین
- خاطرات هیپنوتیزم در آمریکا
- آموزش خود هیپنوتیزم با شمع

## درگذشت
استاد کابوک در ۱ آبان ۱۳۷۱ در سن ۵۹ سالگی در تهران درگذشت و در بهشت زهرا به خاک سپرده شد.